# Urera lobulata
Urera lobulata är en nässelväxtart som beskrevs av Ignatz Urban och Ekman. Urera lobulata ingår i släktet Urera och familjen nässelväxter. Inga underarter finns listade i Catalogue of Life.